# Joseph Souham
Joseph Souham (Lubersac, 30 de abril de 1760 - Versalles, 28 de abril de 1837) fue un general francés que luchó en las Guerras Revolucionarias Francesas y en las Guerras Napoleónicas. Después de un largo servicio en el Ejército Real francés, fue elegido para dirigir un batallón de voluntarios en 1792 durante la Revolución Francesa. Fue ascendido a general de división en septiembre de 1793. En mayo de 1794, con su comandante ausente, tomó el mando temporal del Ejército del Norte. Posteriormente le tocó servir en la ocupación de Holanda, sin embargo, su carrera se truncó debido a su asociación con Pichegru y Moreau. A partir de 1809 sirvió en España durante la Guerra Peninsular. Recuperando el mando del ejército, obligó al ejército de Wellington a retirarse en Tordesillas en 1812. Al año siguiente, dirigió una división en Lützen y un cuerpo en Leipzig. Permaneció fiel a los Borbones durante los Cien Días. Souham es uno de los nombres inscritos en el Arco de Triunfo, específicamente está en la columna 5.

## Revolución francesa

Escudo de armas de Joseph Souham

Souham sirvió en el Real ejército francés como un simple soldado raso en el Regimiento de Caballería Real desde 1782 hasta 1790. En 1792, tras mostrarse activo por la causa de la Revolución, fue elegido jefe del segundo batallón de voluntarios de la Corrèze.  Sirvió con su unidad en la Batalla de Jemappes .
En 1793, Souham ascendió al rango de general de división durante la Campaña de Flandes. Cuando el comandante del ejército, Jean-Charles Pichegru, cayó enfermo, Souham asumió el mando del ejército y consiguió una victoria en la batalla de Tourcoing, en mayo de 1794. Sirvió bajo las órdenes de Pichegru en Holanda (1795), sin embargo, fue destituido el 9 de septiembre de 1797 ante la sospecha de estar involucrado en intrigas realistas. Retornó a la actividad el 16 de agosto de 1798, en 1800 sirvió bajo Jean Moreau en la campaña del Danubio de ese año. Fue nombrado miembro de la Legión de Honor el 11 de diciembre de 1803. Se le acusó de estar implicado, junto a sus antiguos comandantes Moreau y Pichegru, en el complot de Georges Cadoudal.

## Imperio Francés
Fue hecho prisionero y luego destituido el 15 de febrero de 1805. Al no existir pruebas contundentes en su contra, fue puesto en libertad y, por la escasez de oficiales experimentados, lo reintegraron al servicio el 16 de marzo de 1807. Fue enviado a España donde participó notablemente en las operaciones de Gouvion Saint Cyr en Cataluña, especialmente en la Batalla de Vich, donde obtuvo una victoria ante un enemigo superior en número. Tras esta batalla, en la cual había sufrido una grave herida, fue nombrado conde del imperio.
Cuando el Mariscal Marmont resultó herido en la batalla de Salamanca en 1812, el mariscal André Masséna, que no pudo asumir el cargo por sí mismo, recomendó a Souham para el puesto. Por lo que esté último se enfrentó al Duque de Wellington y, mediante hábiles maniobras, lo hizo retroceder de Burgos, recuperando el terreno perdido en Salamanca. En enero de 1813, le dieron instrucciones para volver a Francia.
En 1813, tomó el mando de la primera división en el 3.º Cuerpo del mariscal Michel Ney. Se distinguió notablemente en la Batalla de Lützen, pues se enfrentó al grueso del ejército combinado de Rusia y Prusia y defendió el área alrededor de Gross-Gorschen. En la batalla de Leipzig fue herido mientras dirigía el 3.º Cuerpo.

## Últimos años
Después de la caída del Primer Imperio abandonó al emperador y, habiendo sufrido por la causa realista, fue bien recibido por Luis XVIII, quien le dio altos mandos. Estos honores los perdió con el regreso de Napoleón y fueron recuperados una vez más después de la Segunda Restauración. Se retiró en 1832 y murió el 28 de abril de 1837 en Versalles.